# نص (نشر)
النص في مجال النشر والإعلان والمجالات ذات الصلة، يشير إلى المادة المكتوبة، على عكس الصور الفوتوغرافية أو العناصر الأخرى للتصميم، في الكتب والمجلات والصحف والإعلانات.
في مجال الإعلان، يشير مصطلح "النص" إلى نتاج كتّاب الإعلانات، الذين يعملون لكتابة مواد تشجع المستهلكين على شراء السلع أو الخدمات.
في الصحف والمجلات، يُعدّ متن النصالمقال أو النص الرئيسي الذي يكون الكتّاب مسؤولين عنه، على عكس نص العرض، والمواد المصاحبة مثل العناوين الرئيسية والتعليقات، التي عادةً ما يكتبها محررو النصوص أو المحررون الفرعيون.
في الكتب، يعني النص (المخطوطة، النص المطبوع) كما كتبه المؤلف، والذي يقوم محرر النصوص بعد ذلك بإعداده للتنضيد والطباعة. يُشار إلى هذا أيضًا باسم النص التحريري، الذي يُقال إن له قسمين فرعيين، متن النص والملاحق لمتن النص. يمكن توضيح استخدام المصطلح بالطريقة التي يقرر بها المحرر تضمين مادة إعلانية مباشرة في النص التحريري، مما يعني أن الإعلان سيستخدم نفس الخط، وعرض التخطيط، وإحساس النص التحريري الذي يتم دمجه فيه (أو قد لا تكون حسب الحالة). يُبرز هذا المفهوم كيف يمكن أن يشير النص أيضًا إلى هوية الصحيفة أو المجلة نظرًا لأن طريقة التركيب والتخطيط يمكن أن تحدد علامتها التجارية ومكانتها.